# 400 متر حواجز في الألعاب الأولمبية الصيفية 2012 - رجال
أقيم نهائي 400 متر حواجز رجال في الألعاب الأولمبية الصيفية 2012 يوم 6 أغسطس بالملعب الأولمبي بلندن
الحد الأدنى المؤهل للأولمبيات هو 49ث 50 بالنسبة للحد (أ)، و49ث 80 بالنسبة للحد (ب)

## الرقم القياسي
الرقم القياسي العالمي والأولمبي للفعالية قبل الألعاب الأولمبية :
| الرقم القياسي العالمي  | 46ث 78 | كيفين يونغ الولايات المتحدة | 6 أغسطس 1992 | برشلونة |
| الرقم القياسي الأولمبي | 46ث 78 | كيفين يونغ الولايات المتحدة | 6 أغسطس 1992 | برشلونة |

## المتوجون بالميدالية
| الذهبية                           | الفضية                        | البرونزية               |
| فيليكس سانشيز جمهورية الدومينيكان | مايكل تينسلي الولايات المتحدة | خافيير كولسون بورتوريكو |

## وصلات خارجية
- الفعالية على موقع الألعاب الأولمبية 2012